# Добрянка (Херсонская область)
Добрянка (укр. Добрянка) — село в Высокопольской поселковой общине Бериславского района Херсонской области Украины.
Почтовый индекс — 74042. Телефонный код — 5535. Код КОАТУУ — 6521882503.

## Население
Население по переписи 2001 года составляло 149 человек.

### Языковой состав
Родной язык населения по данным переписи 2001 года:
| Язык       | Численность, чел. | Доля     |
| ---------- | ----------------- | -------- |
| Украинский | 145               | 97,32 %  |
| Русский    | 4                 | 2,68 %   |
| Итого      | 149               | 100,00 % |